# Manfred Wagner (Kulturwissenschaftler)
Manfred Wagner (* 31. August 1944 in Amstetten) ist ein österreichischer Kultur- und Musikwissenschaftler sowie emeritierter Professor an der Universität für angewandte Kunst Wien.

## Leben
Manfred Wagner besuchte das Bundesrealgymnasium Amstetten und studierte von 1962 bis 1970 Musikwissenschaft, Kunstgeschichte und Philosophie an der Universität Wien sowie Orchesterleitung und Chordirigieren an der Akademie für Musik und darstellende Kunst in Wien. 1970 schloss er sein Studium mit der Promotion zum Dr. phil.  ab. Von 1968 bis 1972 lehrte er als Dozent an der St. Lawrence University/USA, 1970 bis 1972 hatte er Lehraufträge an der Hochschule für Musik und darstellende Kunst Graz inne. Seit 1974 (bis 2012) war er ordentlicher Universitätsprofessor an der Hochschule (späteren Universität) für angewandte Kunst in Wien und Vorstand der Lehrkanzel für Kultur- und Geistesgeschichte. Von 1980 bis 1988 war er auch Vizerektor der Hochschule für angewandte Kunst. Weiters hatte er von 1987 bis 1997 Lehraufträge am Institut für kulturelles Management (IKM) an der Hochschule für Musik und darstellende Kunst Wien und seit 1994 auch mehrere Lehraufträge am Institut für Geschichte an der Universität Wien. 1988 war er Gastprofessor an der Humboldt-Universität Berlin, 1994 bis 1996 Dozent an der Diplomatischen Akademie Wien, 1999 Fellow am Collegium Budapest/Institute for Advanced Study sowie 2009 Gastprofessor an der Universität Leiden, Niederlande.
Manfred Wagner war und ist in zahlreichen Gremien und Ausschüssen tätig, von denen hier nur einige erwähnt sind:
- 1983 bis 1984 Präsident der Österreichischen UNESCO-Kommission
- 1983 bis 1991 sowie 1994 bis 2005 Kuratoriumsmitglied im Fonds zur Förderung der wissenschaftlichen Forschung (FWF)
- 1984 bis 2010 Redaktionsbeirat (später Konsulent) der Österreichischen Musikzeitschrift (ÖMZ)
- 1992 bis 1994 Vizepräsident und 1994 bis 1997 Präsident des Internationalen Forschungszentrum Kulturwissenschaften (IFK)
- 1997 Gründungsmitglied von GLOBArt Pernegg
- seit 1997 Präsident der Internationalen Schönberg-Gesellschaft
- 1997 bis 2005 Fachreferent für Geistes- und Sozialwissenschaften im Kuratorium des FWF
- 1998 bis 2013 Kuratoriumsmitglied im Österreichischen College/Europäisches Forum Alpbach
- 1999 bis zumindest 2016 Vorsitzender des Aufsichtsrats der NÖ Kulturwirtschaft GesmbH[1]

## Wissenschaftliches Werk
Musikwissenschaft
Manfred Wagners musikwissenschaftlicher Ansatz stützt sich sowohl auf Werkanalysen als auch auf interdisziplinäre und kulturwissenschaftliche Zugänge. Vor allem finden Biografieforschung, eine Verknüpfung von Leben und Werk und das Thema der frühkindlichen Sozialisation Eingang in seine Untersuchungen. Wagner publizierte – vor allem aus den Erkenntnissen seiner Arbeiten zu Mozart, Bruckner, Liszt und Schubert resultierend – auch zur musikalischen Bildung und Sozialisation im Zusammenhang mit Begabung. Zu diesem Thema schreibt er als Fazit einer Abhandlung zur frühkindlichen ästhetischen Sozialisation und zum Zusammenhang von Leben und Werk: „Die künstlerische Sozialisation“ sei einerseits als ein „Analogon zur Sozialisation des Menschen überhaupt“ zu bezeichnen und andererseits betont er ihre mögliche Modellhaftigkeit für die „erziehungsverantwortliche soziale Umwelt“ und für „erziehungsorientierte Institutionen“. Weitere Schwerpunkte in seiner musikwissenschaftlichen Arbeit sind die Rezeptionsforschung und die gesellschaftlichen, geistesgeschichtlichen und (nicht zuletzt) politischen Implikationen der musikalischen Inhalte und Formen: unter anderem die Parallelen gesellschaftlicher Phänomene und musikalischer Ästhetik.
Kunst
Ab den frühen 1980er-Jahren wird auch die bildende Kunst zum Thema seiner Forschung. Wagner schreibt im Laufe der Jahrzehnte Beiträge für zahlreiche Ausstellungskataloge bekannter und insbesondere junger Nachwuchskünstler. Außerdem ist er Autor einiger Künstlermonografien: Carl Unger, Alfred Roller, Florentina Pakosta und Adolf Frohner.
Im Zusammenhang mit bildender Kunst ist sein Ansatz ebenfalls von einer Zusammenführung gesellschaftlicher, politischer – oder allgemeiner – geistes- und kulturgeschichtlicher Aspekte mit ästhetischen Äußerungen geprägt. Dies zeigt sich in Themen wie Gewalt und Kunst, Kunst und Macht, Kunst und Regionalität, Kunst und Alter, Tod in der Kunst, Idee des Gesamtkunstwerks und zu Fragen über Zeit, Weltethos sowie Utopie und Kunst. Des Weiteren finden sich in Wagners Forschungen Auseinandersetzungen mit Kunst im öffentlichen Raum – von Kunst im Krankenhaus, Kunst am Bau, bis zur kulturhistorischen Erscheinung Denkmal –, mit Kunstgewerbe, Design, Bühnenbild, Mode, Schmuckkunst sowie Analysen zeitgenössischer und historischer Phänomene der bildenden Kunst. Wie in der Musik ist ein Augenmerk in der Betrachtung bildender Kunst die Rezeption, die Förderkultur und Förderpolitik, die er neben zahlreichen Beiträgen und Pressekommentaren in seinen Funktionen als Mitglied verschiedener Beiräte verwirklichte.
Kulturgeschichte
Dem weiten Feld der Kulturgeschichte widmete Manfred Wagner einige Monografien und zahlreiche Artikel. Auch wenn Wagner zu einer Vielzahl von Themen publizierte, lassen sich einige Schwerpunkte ausmachen. So war eines der Interessen für viele Jahre die Suche nach einer österreichischen Konstante in den einzelnen Künsten und in der Kulturgeschichte, die in seinem Sammelband Im Brennpunkt: ein Österreich titelgebend war.
Ein Teil seiner kulturgeschichtlichen Arbeit spiegelt den historischen Raster seiner Forschungen zur Musik und zur bildenden Kunst wider: so z. B. die Aufklärung, deren Ideen wegweisend im Zusammenhang mit Mozart und dessen Werk waren. Im historischen Kontext des Fin de siècle mit seinen Folgen und Paradigmenwechseln in den Künsten, war ihm etwa die Frage wichtig, inwieweit Künstler eine spezifische Sensibilität für bevorstehende gesellschaftliche Veränderungen in sich tragen, die sich in ihren Werken schon frühzeitig ankündigen. Ebenso beschäftigte er sich intensiv mit der österreichischen Zwischenkriegszeit, mit der Kultur der 1920er-Jahre und mit den kulturellen Zielen der Sozialdemokratie. Die Zeit des Nationalsozialismus fand vor allem unter dem Aspekt der ästhetischen Äußerungen und Symbolismen Eingang in seine Forschung.
Kulturpolitik und Bildung
Die Ergebnisse von Manfred Wagners Forschungstätigkeit können als Zusammenschau seiner Arbeit in allen Bereichen betrachtet werden – die Beschäftigung mit Bildungspolitik, Bildung und Kreativität. Als Lehrender, als Verfechter eines biografischen Ansatzes, für den ästhetische Sozialisation zentral für die menschliche Entwicklung ist, als kritischer Beobachter und Analytiker gesellschaftlicher, politischer und geistesgeschichtlicher Phänomene sind einige seiner Texte auch als Appelle an Kultur- und Bildungspolitik zu lesen, wie z. B. sein Band Stoppt das Kulturgeschwätz. Hier sind es insbesondere Ansätze aus Kreativitätstheorien, die seine Arbeit beeinflussen und die er in kritischer Weise integriert. Eine Frage, die immer wieder gestellt wird, ist, welche Funktion und welcher Stellenwert der Kunst gegeben werden. Wagner plädiert in vielen seiner Texte für die zentrale Rolle, die ästhetische Bildung heute haben sollte.

## Sonstiges Wirken
Manfred Wagner war jahrzehntelang (1974–2000) für den Hessischen Rundfunk in Frankfurt am Main tätig. Ständiger Fixpunkt war dabei seine Sendung Das Schallplattenkonzert, in der neue Platten bzw. CD-Einspielungen vorgestellt und analysiert wurden. Mitte bis Ende der 1970er-Jahre hat Wagner auch für das ORF-Studio Steiermark über 50 Sendungen der Reihe Novitäten, Raritäten, Spezialitäten verfasst und aufgenommen. 1974–1975 betreute er außerdem zehn Folgen der Ö1-Sendung Im Rampenlicht.
Überwiegend für den Hessischen Rundfunk gestaltete er auch mehrere Fernsehdokumentationen. Die Bandbreite reicht dabei vom Thema Außerschulischer Musikerziehung (1977), dem Musikdenker Alfred Brendel (1978), der Konstatierung einer Neuen Liebe zu Barock (1979) oder der Frage Ist Mozart sexy? (1981) bis zum wohl bekanntesten seiner Features, Beethoven à la Giulini (1979).
Wagner war ebenfalls als Gastdramaturg tätig: 1988 beschäftigte er sich für eine Inszenierung an der Hamburger Oper erneut mit Fidelio, im folgenden Jahr, 1989, mit Idomeneo am Opernhaus Graz und 1995 betreute er schließlich eine Produktion der Zauberflöte am Linzer Landestheater. 1999 gestaltete er für das Festival Osterklang Wien eine szenische Umsetzung von Franz Liszts Via Crucis, die 14 Stationen des Kreuzweges.

## Auszeichnungen
- 1971: Theodor-Körner-Preis
- 1982: Österreichischer Staatspreis für Publizistik im Interesse von Wissenschaft und Forschung
- 1984: Kulturpreis der Stadt Amstetten
- 1998: Österreichisches Ehrenkreuz für Wissenschaft und Kunst erster Klasse
- 2005: Silbernes Komturkreuz des Ehrenzeichens für Verdienste um das Bundesland Niederösterreich
- 2007: Preis der Stadt Wien für Geisteswissenschaften

## Zitat
„Kunst ist die Höchstentwicklung des kreativen Potentials des Menschen in der Versinnlichung seines intellektuellen, emotionalen und sozialen Vermögens.“

## Publikationen
- Die Harmonielehren der ersten Hälfte des 19. Jahrhunderts. Gustav Bosse Verlag, Regensburg 1974, ISBN 3-7649-2081-5.
- als Hrsg.: Im Brennpunkt: ein Österreich. 14 Beiträge auf der Suche nach einer Konstante. Europa Verlag, Wien 1976, ISBN 3-203-50622-X.
- Geschichte der österreichischen Musikkritik in Beispielen. Hans Schneider Verlag, Tutzing 1979, ISBN 3-7952-0255-8.
- mit Georg Eisler, Josef Secky und Harald Sterk: Die unbekannte Sammlung. Materialien zur staatlichen Kunstförderung in Österreich. Ueberreuter Verlag, Wien 1979.
- mit Harold Gardos: Some aspects of cultural policies in Austria. Unesco, Paris 1981, ISBN 92-3-101845-0.
- Carl Unger. Bilder, Zeichnungen. Edition Tusch, Wien 1982, ISBN 3-85063-127-3.
- Bruckner. Monographie. Goldmann / Schott Verlag, München, Mainz 1983, ISBN 3-442-33027-0.
- Kultur und Politik – Politik und Kunst (= Studien zu Politik und Verwaltung. 37). Böhlau Verlag, Wien / Köln / Graz 1991, ISBN 3-205-05396-6.
- Frohner:  Malerei oder „Die gebrochene Leiter“ [Konzept, Redaktion und Kapiteltexte]. Trend Verlag, Wien 1993, ISBN 3-218-00580-9.
- mit Norbert Leser (Hrsg.): Österreichs politische Symbole. Historisch, ästhetisch und ideologiekritisch beleuchtet (= Schriftenreihe des Ludwig Boltzmann Instituts für neuere österreichische Geistesgeschichte. 6). Böhlau Verlag, Wien / Köln / Graz 1994, ISBN 3-205-98101-4.
- Alfred Roller in seiner Zeit. Residenz Verlag, Salzburg, Wien 1996, ISBN 3-7017-0960-2.
- Florentina Pakosta. Die schöpferische Erkenntnis vom jeweiligen Sein. Löcker Verlag, Wien 1999, ISBN 3-85409-294-6.
- Franz Liszt – Werke und Leben. Verlag Holzhausen, Wien 2000 ISBN 3-85493-019-4.
- Stoppt das Kulturgeschwätz! Eine zeitgemäße Differenzierung von Kunst und/oder Kultur. Böhlau Verlag, Wien 2000, ISBN 3-205-99198-2.
- Allegro Vivo (Hrsg.): Allegro Vivo. 25 Jahre Fortissimo für die Kammermusik. Internationales Kammermusik Festival Austria, Bibliothek der Provinz, Weitra 2003, ISBN 3-85252-553-5.
- als Hrsg.: Niederösterreich. Menschen und Gegenden (= Niederösterreich. Eine Kulturgeschichte von 1861 bis heute. 1). Böhlau Verlag, Wien / Köln / Weimar 2004, ISBN 3-205-77191-5.
- als Hrsg.: Niederösterreich und seine Künste (= Niederösterreich. Eine Kulturgeschichte von 1861 bis heute. 2). Böhlau Verlag, Wien / Köln / Weimar 2005, ISBN 3-205-77218-0.
- als Hrsg.: Niederösterreich und seine Kulturen (= Niederösterreich. Eine Kulturgeschichte von 1861 bis heute. 3). Böhlau Verlag, Wien / Köln / Weimar 2006, ISBN 3-205-77219-9.
- Europäische Kulturgeschichte: gelebt, gedacht, vermittelt (= Studien zu Politik und Verwaltung. 79). Böhlau Verlag, Wien / Köln / Graz 2009, ISBN 978-3-205-77754-0.
- Julia Bungardt, Maria Helfgott, Eike Rathgeber, Nikolaus Urbanek (Hrsg.): Wiener Musikgeschichte. Annäherungen – Analysen – Ausblicke. Festschrift für Hartmut Krones. Böhlau Verlag, Wien 2009, ISBN 978-3-205-78389-3.
- Leo Mazakarini (Hrsg.): Vernunft und Aufklärung versus Vernunft- und Aufklärungskritik. Festschrift für Helmut Reinalter. Wien 2010, S. 250–270.
- Österreichische Musikzeitschrift. 65 (10–12) 2010, ISSN 0029-9316, S. 49–62.